# Portret markizy Santa Cruz

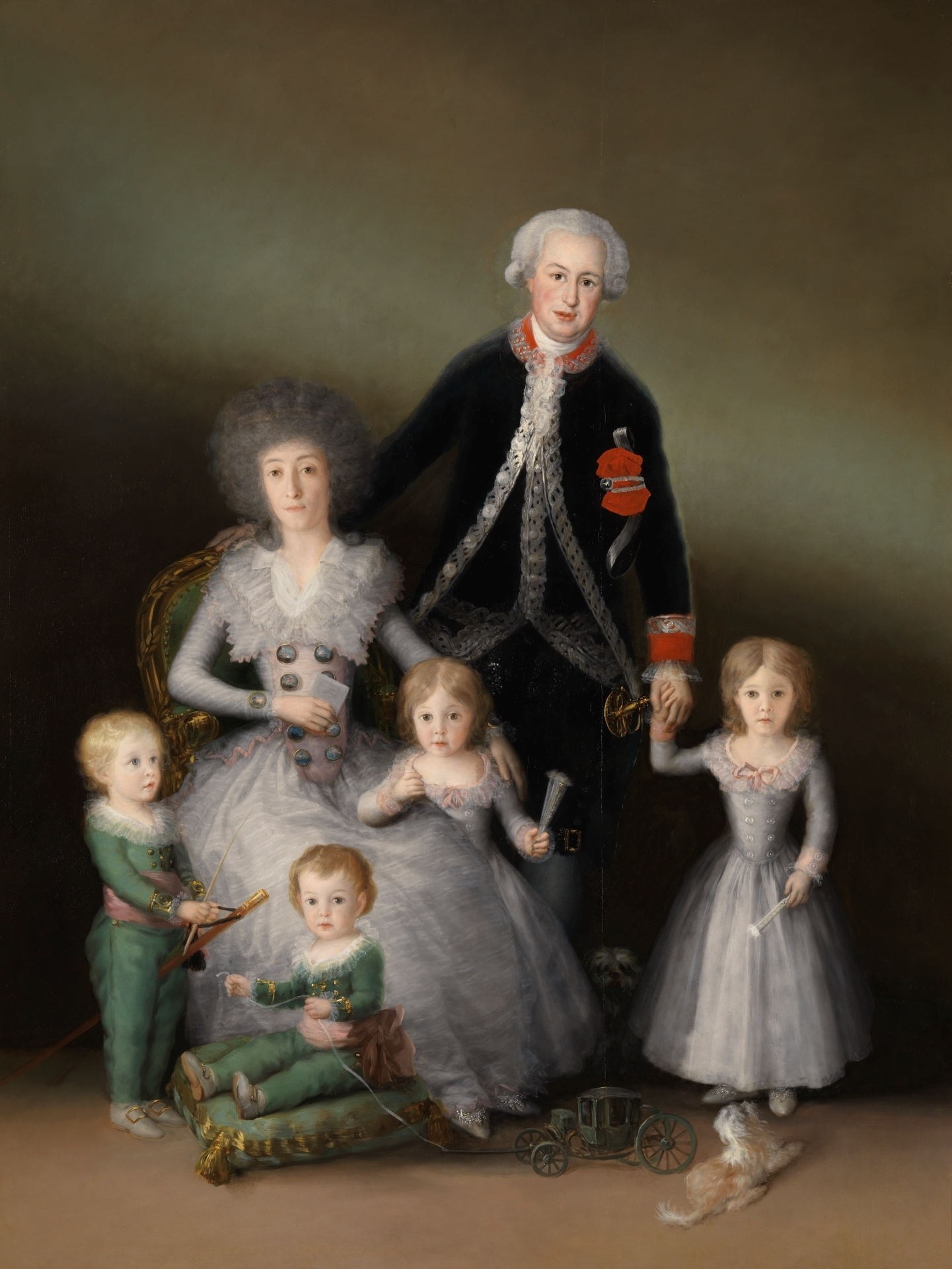
Książę i księżna Osuny z dziećmi, 1788

Portret markizy Santa Cruz (hiszp. La marquesa de Santa Cruz) – obraz olejny z 1805 roku namalowany przez Francisca Goyę. Portret przedstawia hiszpańską arystokratkę Joaquinę Téllez-Girón y Pimentel. Jest uważany za jeden z najbardziej zmysłowych portretów w dorobku malarza.

## Joaquina Téllez-Girón y Pimentel
Joaquina Téllez-Girón y Alfonso-Pimentel, hrabina Osilo (1784–1851) była hiszpańską arystokratką. W 1801 poślubiła José Gabriela de Silva Bazána y Waldsteina, przyszłego X markiza Santa Cruz i pierwszego dyrektora Prado. Była damą podziwianą ze względu na urodę, a także wzorowe oświeceniowe wychowanie właściwe dla arystokratki. Była utalentowana muzycznie; do jej zainteresowań należała literatura, zwłaszcza liryka, pasjonowała się także korridą. Jako dojrzała kobieta i dama Orderu Królowej Marii Ludwiki w latach 1834–1841 zajmowała dworskie stanowisko camarera mayor, damy najbliższej królowej, odpowiedzialnej za jej osobę i pokoje. Była także guwernantką dzieci Ferdynanda VII: Izabeli II i infantki Ludwiki Ferdynandy. Zmarła w Madrycie w 1851.

## Okoliczności powstania
Rodzice Joaquiny, księstwo Osuny Pedro i María Josefa Pimentel y Téllez-Girón, należeli do czołowych przedstawicieli hiszpańskiego oświecenia. Roztaczali mecenat nad naukowcami i artystami epoki, do których należał Francisco Goya. W latach 1785–1817 Goya namalował dla nich około 30 dzieł – portrety patronów i ich dzieci, sceny religijne, a także serię obrazów gabinetowych, których tematem były czarownice i gusła. Na rodzinnym portrecie Książę i księżna Osuny z dziećmi z 1788 czteroletnia Joaquina stoi w centrum kompozycji, otoczona ramieniem matki. W 1805 Goya sportretował markizę jako młodą mężatkę, w wieku 21 lat.

## Opis obrazu
Portret utrzymany jest w stylu neoklasycznym. Markiza leży na otomanie obitej czerwonym atłasem, swobodnie opierając się na prawym łokciu. Ma na sobie elegancką, białą suknię w stylu empire, z wysokim stanem i głębokim dekoltem oraz jasnoróżowe pantofelki. Jej głowę zdobi wieniec ze złotych liści dębu i żołędzi, według ówczesnej mody na ozdoby z owoców. Wieniec symbolizuje cnotę, stałość i siłę młodej damy oraz podkreśla alegoryczny charakter przedstawienia portretowanej. W prawej ręce trzyma białą chustkę, podczas gdy lewe ramię opiera na lirze, modnym instrumencie epoki. Krzyż lauburu widoczny na lirze jest symbolem rodziny Santa Cruz. Atrybuty muzyczne były często wykorzystywane w portretach kobiecych – Goya namalował siostrę Joaquiny, księżną Abrantes z partyturą.
Przedstawiona w ten sposób młoda kobieta przypomina grecką muzę. Trudno wskazać na konkretną z nich, lira jest atrybutem Terpsychory, muzy tańca, poezji i śpiewu chóralnego. Również Erato, muzę poezji miłosnej przedstawiano z lirą lub kitarą. Możliwe, że Goya chciał przedstawić markizę jako muzę uniwersalną, nawiązując do jej licznych talentów i zainteresowań. Możliwe również, że sama portretowana chciała zostać uwieczniona jako bogini. Zmysłowo spogląda na widza, wyrażając spokój, czułość, elegancję i inteligencję. Nie wiadomo jednak dlaczego markiza wybrała tak odważny strój – biała suknia, przesadnie jak na normy epoki, przylega do ciała. Strój i poza przywołują frywolny portret Goi z tego samego okresu pt. Maja ubrana. Goya może także prowadzić dialog z obrazem swojego mistrza Velázqueza pt. Wenus z lustrem.
W lewym dolnym rogu znajduje się inskrypcja „D.a Joaquina Giron Marquesa de Santa Cruz / Por Goya 1805” (Doña Joaquina Giron markiza Santa Cruz / Goya 1805).

## Proweniencja
Obraz należał do kolekcji książąt Santa Cruz i ich spadkobierców. W latach 1941–1983 należał do kolekcji Félixa Fernándeza Valdésa. W 1983 został zakupiony od jego spadkobierców i nielegalnie wywieziony z Hiszpanii. W 1985 nowy właściciel, lord Winborne, próbował sprzedać go na aukcji. W 1986 zapadła decyzja sądu na rzecz państwa Hiszpanii, a aukcja została przerwana. W 1986 obraz został odkupiony przez państwo i włączony do zbiorów Muzeum Prado.